# Zentralverband der Asphalteure und Pappdachdecker Deutschlands
Der Zentralverband der Asphalteure und Pappdachdecker Deutschlands wurde 1904 als Zentralverband der Asphalteure Deutschlands gegründet. In der freien Gewerkschaft waren Asphalteure und Pappdachdecker im Deutschen Kaiserreich und in der Weimarer Republik organisiert.

## Geschichte
Die Gewerkschaft wurde am 1. März 1904 gegründet.
Der Zentralverband war Mitglied in der Generalkommission der Gewerkschaften Deutschlands und beim Nachfolger Allgemeiner Deutscher Gewerkschaftsbund.
Am 1. Januar 1924 schlossen sich die Gewerkschaft dem Deutschen Baugewerksbund an.